# San Giovanni Ilarione
San Giovanni Ilarione – miejscowość i gmina we Włoszech, w regionie Wenecja Euganejska, w prowincji Werona.
Według danych na rok 2004 gminę zamieszkiwało 4868 osób, 194,7 os./km².